# Korupcija policije
Korupcija policije je oblika kriminala, kjer policijski uradnik prekrši svojo zavezo služenju Policiji in ljudem s tem, da izkorišča njemu zaupana moč in pooblastila za samoljubno okoriščanje. Korupcijsko dejavnost laho izvaja uradnik sam ali v skupini. Korupcija znotraj policije predstavlja veliko tveganje za javno zaupanje v Policijo in druge državne institucije, družbeno kohezijo, človekove pravice ter pravne kršitve. Korupcija v Policiji se lahko izraža v veliko oblikah kot npr. sprejemanje podkupnin, izsiljevanje ali izkorščanje internih informacij.